# José Antonio Da Conceição Ferreira
José Antonio Da Conceição Ferreira (* 20. Juni 1970 in Caracas) ist ein venezolanischer römisch-katholischer Geistlicher und Bischof von Puerto Cabello.

## Leben
José Antonio Da Conceição Ferreira wurde in Caracas als Sohn portugiesischer Emigranten aus Santa Maria da Feira geboren. Er studierte Philosophie und Katholische Theologie am erzbischöflichen Priesterseminar in Caracas. Am 25. April 1998 empfing er in der Kirche Nuestra Señora de la Encarnación in Caucagua durch den Bischof von Los Teques, Mario del Valle Moronta Rodríguez, das Sakrament der Priesterweihe für das Bistum Los Teques. Nach weiterführenden Studien erwarb er an der Päpstlichen Universität Xaveriana in Bogotá ein Lizenziat im Fach Katholische Theologie sowie ein Diplom im Fach Kanonisches Recht und einen Master im Fach Pastoraltheologie mit dem Schwerpunkt Kinderschutz.
Nach der Priesterweihe war José Antonio Da Conceição Ferreira für die Berufungspastoral im Bistum Los Teques verantwortlich. Zudem wirkte er als Assessor der Bewegungen Encuentros de Promoción Juvenil und Cursillos de Cristiandad sowie als Kaplan an der Universidad Nacional Experimental Politecnica de La Fuerza Armada Nacional (UNEFA) in Los Teques, am Centro Nacional de procesados militares de Ramo Verde (Cenapromil), beim Infanteriebataillon Libertador Simón Bolívar des venezolanischen Heeres in Fuerte Tiuna und für die Feuerwehrleute im Bundesstaat Miranda. Ferner lehrte er Christologie an der Universidad Católica Santa Rosa in Caracas und Fundamentalmoral am Priesterseminar San Pedro Apóstol in La Guaira. Ab April 2008 fungierte José Antonio Da Conceição Ferreira als Rektor des Heiligtums Nuestra Señora de Fátima in Altos Mirandinos und als Präsident des Vereins Amigos de Nuestra Señora de Fátima sowie als Kanzler der Kurie und als Moderator der Kurie des Bistums Los Teques. 2012 wurde er bei der Venezolanischen Bischofskonferenz Sekretär der Kommission für die Liturgie, die Kirchenmusik, die sakrale Kunst, die Heiligtümer, die Wallfahrten und die Heiligsprechungsprozesse. Außerdem leitete er die Liturgieabteilung der Bischofskonferenz und war Referent für die Weltsynode. Darüber hinaus wirkte er als Delegat für die Seligsprechung von Eduardo Tomás Boza Masvidal. Ab 11. Juli 2023 fungierte José Antonio Da Conceição Ferreira als Generalsekretär der Venezolanischen Bischofskonferenz. Zusätzlich war er Pfarrer der Pfarrei Natividad del Señor in San Antonio de los Altos.
Am 25. März 2024 ernannte ihn Papst Franziskus zum Bischof von Puerto Cabello. Der Bischof von Los Teques, Freddy Jesús Fuenmayor Suárez, spendete ihm am 6. Juli desselben Jahres im Heiligtum Nuestra Señora de Fátima in Carrizal die Bischofsweihe; Mitkonsekratoren waren der Erzbischof von Valencia en Venezuela, Jesús González de Zárate Salas, und der Bischof von San Cristóbal de Venezuela, Mario del Valle Moronta Rodríguez. Die Amtseinführung fand am 3. August 2024 statt.